# Богдановка (Покровский район)
Богдановка (укр. Богданівка) — село на Украине, находится в Покровском районе Донецкой области.
Код КОАТУУ — 1422786502. Население по переписи 2001 года составляет 26 человек. Почтовый индекс — 85373. Телефонный код — 623.